# Onufry (Chawruk)
Onufry, imię świeckie Jarosław Jarosławowycz Chawruk (ur. 25 czerwca 1966 w Dermaniu) – biskup Kościoła Prawosławnego Ukrainy (do 2018 Ukraińskiego Kościoła Prawosławnego Patriarchatu Kijowskiego).

## Życiorys
Absolwent Instytutu Pedagogicznego im. Łesi Ukrainki w Łucku (wydział historii i nauk społecznych) oraz seminarium duchownego w Kijowie, w trybie zaocznym. Od 1988 do 1991 pracował jako nauczyciel. 10 marca 1991 arcybiskup rówieński i ostrogski Ireneusz wyświęcił go na diakona. Służył w cerkwi Trójcy Świętej w Dermaniu oraz w tamtejszym monasterze żeńskim pod tym samym wezwaniem. 3 czerwca 1991 arcybiskup Ireneusz wyświęcił go na kapłana i skierował do pracy duszpasterskiej w cerkwi św. Michała Archanioła w Myrotynie. W 2002 został proboszczem cerkwi Zmartwychwstania Pańskiego w Ostrogu.
W 2003 rozpoczął studia podyplomowe na Uniwersytecie Narodowym „Akademia Ostrogska” w celu uzyskania tytułu kandydata nauk religioznawczych. Od 2005 jest wykładowcą tejże uczelni. 25 października tego samego roku złożył wieczyste śluby mnisze w monasterze św. Jerzego na Kozackich Mogiłach (jurysdykcja Patriarchatu Kijowskiego). 30 października tego samego roku przyjął chirotonię na biskupa dermańskiego, wikariusza eparchii rówieńskiej. W 2006 został ordynariuszem eparchii winnickiej. W 2012 otrzymał godność arcybiskupią. Rok później został przeniesiony na katedrę czerniowiecką i kocmańską.